# 昆明山梅花
昆明山梅花（学名：Philadelphus kunmingensis），为虎耳草科山梅花属下的一个植物种。